# Paraclius vadoni
Paraclius vadoni är en tvåvingeart som beskrevs av Vanschuytbroeck 1964. Paraclius vadoni ingår i släktet Paraclius och familjen styltflugor.
Artens utbredningsområde är Madagaskar. Inga underarter finns listade i Catalogue of Life.